# 1553
Cette page concerne l'année 1553  du calendrier julien.
L'année 1553 est une année commune qui commence un dimanche.

## Événements
- 25 janvier : le vice-roi Luis de Velasco inaugure l'université royale et pontificale de Mexico (fondation le 21 septembre 1551)[1].

- Juin : raid de Salah Raïs, beylerbey d’Alger, sur Majorque et les côtes d’Espagne[2].
- 5 juillet[3] : Salah Raïs s’empare d’une flotte portugaise qui tente de débarquer au Maroc le Wattasside Abou Hassoun[2].

- 25 juillet : fondation de Santiago del Estero, en Argentine[4].

- 16 août : Humâyûn, après avoir repris Kaboul (1552) après huit ans de guerres contre son demi-frère Kamran Mirza (en), qui est capturé, le fait aveugler[5].
- 8-12 septembre : siège du château de Shioda pendant la première bataille de Kawanakajima au Japon[6].
- Septembre : expédition de Salah Raïs pour rétablir au Maroc le Mérinide Abou Hassoun[2]
- 6 octobre : le prince héritier Mustafa (38 ans), fils du sultan ottoman Soliman le Magnifique, est exécuté à Ereğli sur ordre de son père qui avait pris connaissance d'une fausse lettre de son fils au chah de Perse, lui demandant son aide pour le renverser[7].

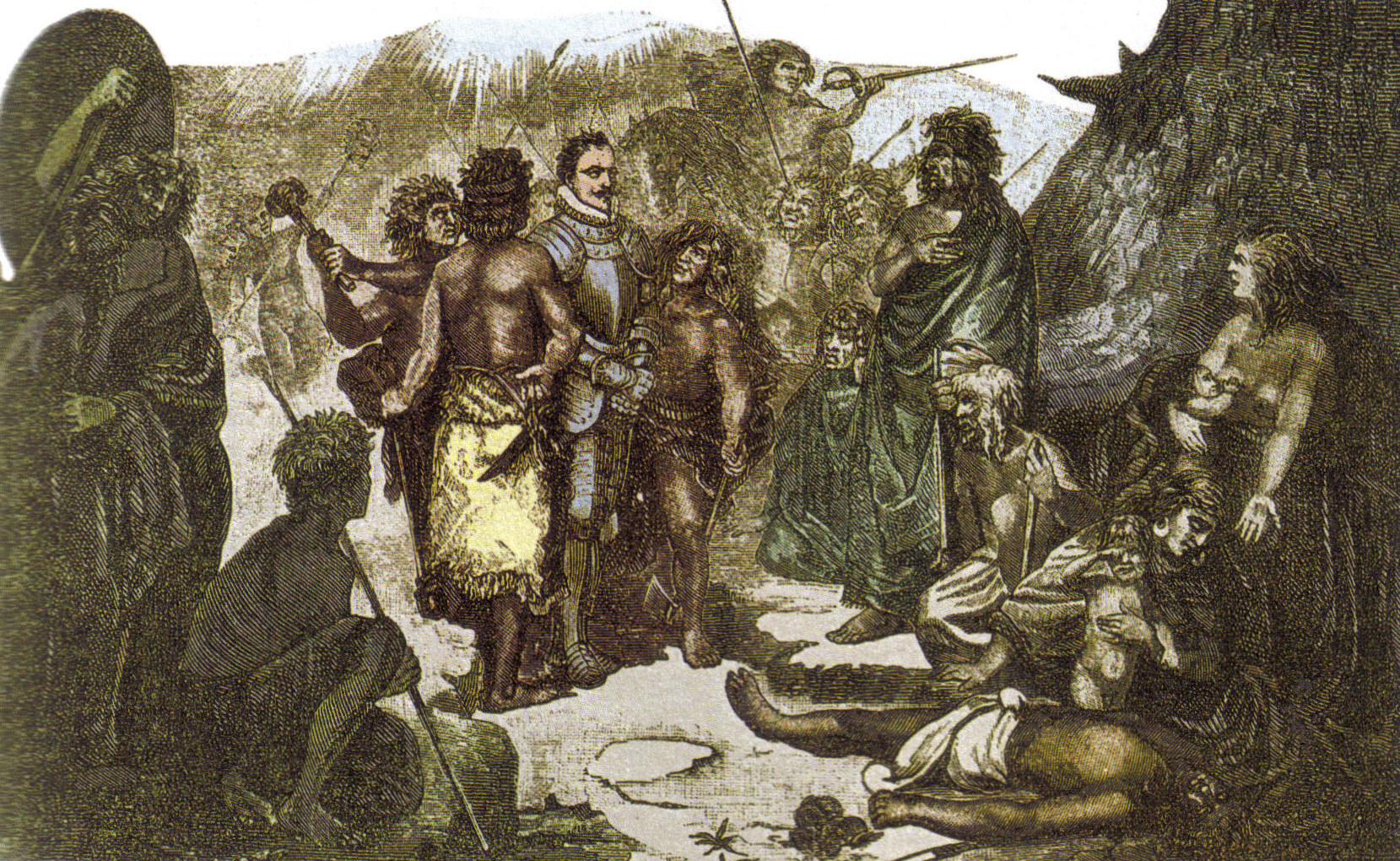
25 décembre : mort de Pedro de Valdivia

- 25 décembre, guerre d’Arauco, Chili : victoire des Araucans à la bataille de Tucapel (es)[8]. Les Araucans désignent comme chef Caupolicán (es) et attaquent le fortin de Tucapel. Pedro de Valdivia, croyant à une simple escarmouche, marche sur le fort assiégé avec une trentaine de cavaliers et quelques supplétifs indiens. Il trouve le fort incendié et sa garnison massacrée. Assaillis par les Araucans, les Espagnols sont décimés à l’exception de leur chef et du père Poza, qui mourront des suites d’horribles tortures. Les Araucans, conseillés par Lautaro, ancien yanacona (serviteur) de Valdivia ont su s’emparer de chevaux pour les utiliser contre les Espagnols. La succession de Valdivia s’avère difficile. Finalement, les capitaines Aguirre et Villagra sont désignés pour tenir respectivement le nord et le sud du Chili, tandis que Quiroga défend Santiago.

- Construction d’un second rempart pour protéger les faubourgs sud de Pékin et le Temple du ciel, ravagés par les Mongols en 1550. Il délimite la cité extérieure, qui mesure 8 km sur 3[9].

### Europe
- 2 janvier : échec de Charles Quint et de ses 60 000 hommes au siège de Metz (1552-1553) contre François de Guise[10].

- 1er mars : maladie du tsar Ivan IV, qui provoque une crise politique en Moscovie. Songeant à sa succession, Ivan fait prêter serment à son fils Dimitri, âgé de six mois, mais son cousin germain, le prince Vladimir de Staritsa, invoque ses droits au trône et entraîne avec lui une partie des boyards. Sylvestre et Adachev eux-mêmes semblent hésiter[11].

- 25 mai : Jeanne Grey épouse Guilford Dudley[12].

- 12 juin : les Quarante-deux articles sont approuvés par le roi d'Angleterre[13]. Ils précisent la foi anglicane : le prêtre devient simplement un ministre de la parole, ne porte plus de vêtements liturgiques et célèbre l’eucharistie sans références à la transsubstantiation. La croyance au purgatoire est rejetée, ainsi que les cultes liés au images, aux reliques ou aux pèlerinages. Les articles sur la justification par la foi et la prédestination sont inspirés de Calvin.

- Juin-juillet : les armées de Charles Quint attaquent en Artois[10].
- 20 juin : Thérouanne est reprise aux Français. La ville est rasée sur ordre de l'empereur[10].
- Juin : invasion de sauterelles à Vérone[14].

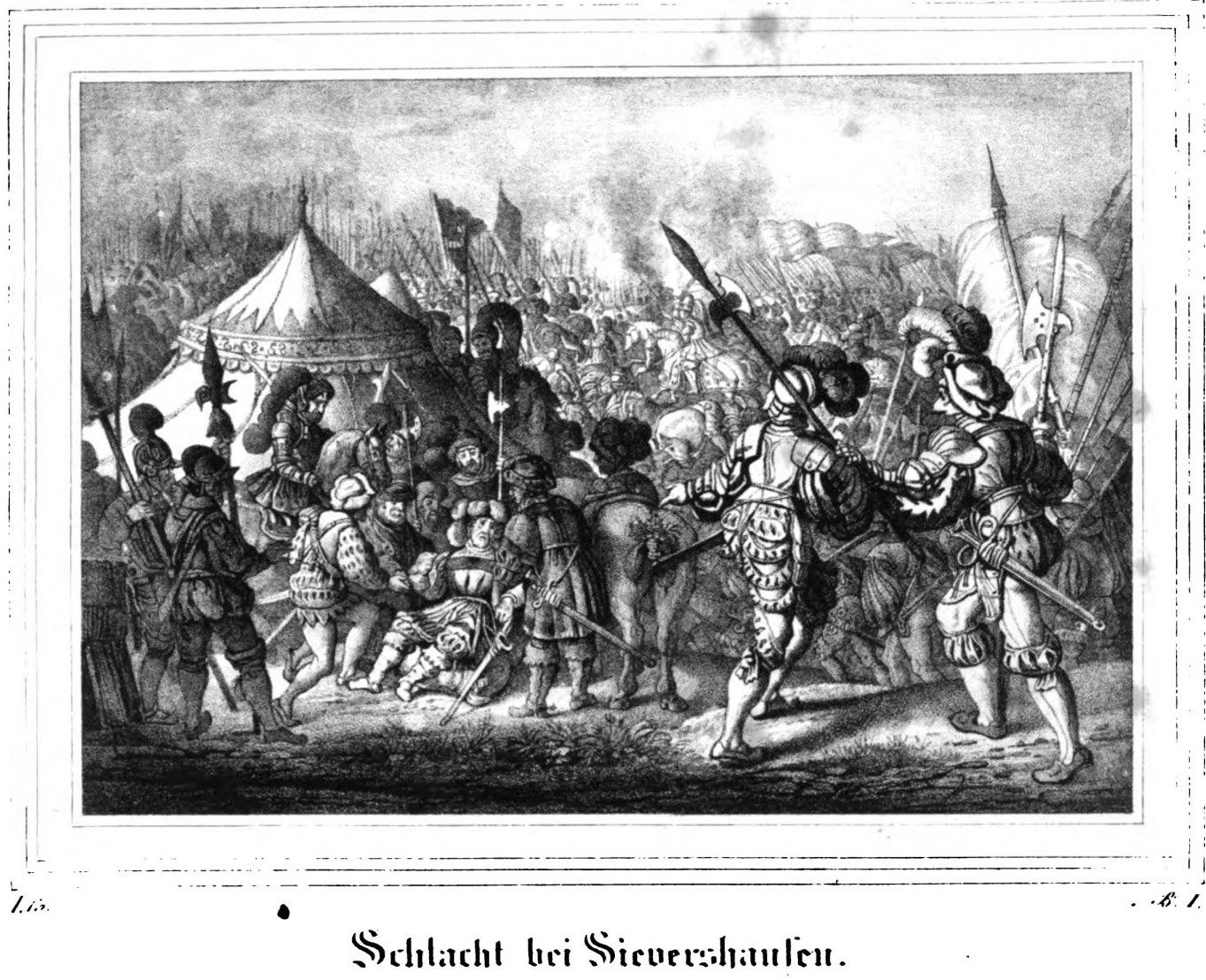
9 juillet : Bataille de Sievershausen

- 6 juillet[12] : à la mort d’Édouard VI d'Angleterre, l’archevêque de Cantorbéry Thomas Cranmer, qui s’était engagé à respecter la volonté d’Henri VIII, selon laquelle le droit de succession revenait à Marie Tudor, accède à la demande d’Édouard VI, faite sur son lit de mort, visant à faire couronner Jeanne Grey, arrière-petite-fille d’Henri VII, qui reste reine pendant neuf jours (du 10 au 19 juillet).
- 9 juillet : bataille de Sievershausen. Maurice de Saxe, victorieux du margrave de Brandebourg, meurt deux jours après, des suites de ses blessures[15].
- 18 juillet : capitulation de Hesdin, rasée à son tour par les Impériaux[10].
- 19 juillet : la sœur d’Édouard, Marie Tudor parvient à faire reconnaître ses droits au détriment de Jeanne Grey[16]. Elle entre à Londres le 3 août[12] et est sacrée reine d'Angleterre le 1er octobre. Marie rétablit le catholicisme et épouse le futur Philippe II d'Espagne à la réprobation générale (25 juillet 1554)[16].

- 17 août : début du règne d'Emmanuel-Philibert (tête de fer), duc de Savoie (fin en 1580)[17].
- 22 août : Marie Tudor fait exécuter Dudley[18].
- 23 août : le maréchal de Thermes et Sampiero Corso débarquent en Corse à la tête d'une alliance franco-turque[19]. Occupation partielle de la Corse par les Français (1553-1556). Guerres de Corse, menées par Sampiero Corso contre la république de Gênes avec le soutien de la France (1553-1569)[20].
- 27 août : les Anglais Hugh Willoughby et Richard Chancellor, chargés de découvrir un passage par le nord-est vers l’Extrême-Orient, contournent le Cap Nord et touchent Arkhangelsk, dans la baie de la Dvina[21]. Richard Chancellor fait naufrage en mer Blanche (Arkhangelsk) et est amené à Moscou. Un commerce de cire, huile de baleine, fourrures, lin, chanvre, dents de phoques, bois, morues contre draps et argent s’organise rapidement avec l’Angleterre.

- 9 septembre : les armées françaises de Montmorency assiègent Bapaume, propriété de Charles Quint, puis renoncent le 21[10].
- 27 octobre : à Champel, près de Genève, Michel Servet est brûlé comme adversaire des doctrines reformées[22].

## Naissances en 1553
- 6 janvier : Gilbert Gouffier, 3e duc de Roannais, marquis de Boisy, comte de Maulévrier et de Caravas, seigneur d'Oiron, gouverneur d'Amboise († 16 octobre 1582).
- 11 janvier : Curzio Picchena, homme politique et érudit italien († 16 juin 1626).
- 15 janvier : Hirate Hirohide, samouraï de l'époque Sengoku au service du clan Oda († 25 janvier 1573).
- 22 janvier : Mōri Terumoto, général japonais († 27 avril 1625 ou 2 juin 1625).
- 24 février : Cherubino Alberti, peintre, graveur sur cuivre et ingénieur militaire italien († 18 octobre 1615).
- 4 mars : Giovanni Battista Bassano, peintre maniériste italien  († 9 mars 1613).
- 19 mars : Conrad Schetz de Grobbendonck, administrateur et diplomate des Pays-Bas méridionaux († 16 juillet 1632).
- 26 mars : Vicenzos Kornaros, écrivain crétois d'origine vénitienne († 1613).
- ? mars : Leonora Álvarez de Tolède, dame de la noblesse florentine († 11 juillet 1576).
- 3 avril : Gilles Ier de Maupeou seigneur d'Ableiges, administrateur français († 3 février 1641).
- 9 avril : Pierre Bonsom de Donnaud, prélat français († 3 juin 1630).
- 10 avril : Niccolò Orlandini, prêtre jésuite, historien et érudit italien († 17 mai 1606).
- 23 avril : Giorgio Centurione, 95e Doge de Gênes († 11 janvier 1629).
- 30 avril : Louise de Lorraine, reine de France de 1575 à 1589 († 29 janvier 1601).
- 7 mai : Albert-Frédéric de Prusse, second duc de Prusse († 28 août 1618).
- 14 mai : Marguerite de France, dite la Reine Margot reine de France de 1589 à 1599 († 27 mars 1615).
- 25 mai : Jeong Bal, capitaine de la marine coréenne de la période Joseon († 1592).
- 5 juin : Bernardino Baldi, savant et écrivain italien († 12 octobre 1617).
- 15 juin : Ernest d'Autriche, gouverneur des Pays-Bas espagnols, fils de l'empereur Maximilien II et de Marie d'Espagne († 20 février 1595).
- 29 juin : Juan Alonso Pimentel de Herrera, homme d’État espagnol († 7 novembre 1621).
- 15 juillet : Johann Schweikhard von Kronberg, archevêque et prince-électeur de Mayence († 17 septembre 1626).
- 26 septembre : Nicolò Contarini, 97e doge de Venise († 2 avril 1631).
- 8 octobre : Jacques Auguste de Thou, magistrat, historien, écrivain,  bibliophile et homme politique français († 7 mai 1617).
- 18 octobre : Luca Marenzio, compositeur italien († 22 août 1599).
- 2 novembre :  Madeleine de Clèves, cinquième enfant du duc Guillaume de Clèves de Juliers-Clèves-Berg et de Marie d'Autriche, fille de l'empereur Ferdinand Ier († 30 août 1633).
- 21 novembre : Philippe-Louis Ier de Hanau-Münzenberg, comte de Hanau-Münzenberg († 4 février 1580).
- 23 novembre : Prospero Alpini, botaniste italien († 6 février 1617).
- 13 décembre : Henri IV, roi de France († 14 mai 1610).
- 25 décembre : Kujō Kanetaka, japonais, régent kanpaku pour l'empereur Ōgimachi († 23 février 1636).
- Date précise inconnue :
  - Amago Katsuhisa, daimyo membre du clan Amago († 6 août 1578 ou 8 août 1578).
  - Jerónimo de Ayanz y Beaumont, militaire et inventeur espagnol († 23 mars 1613).
  - Pietro Campori, cardinal italien († 4 février 1643).
  - Andronic Cantacuzène, fils du prince phanariote, Michel Cantacuzène († 1601).
  - Marie de Clèves, princesse de la maison de Clèves († 30 octobre 1574).
  - Johannes Eccard, compositeur allemand († 1611).
  - Jean d'Harambure, militaire français († 1630).
  - Ambrogio Figino, peintre maniériste italien († 11 octobre 1608).
  - John Florio, linguiste, lexicographe et traducteur anglais d’ascendance italienne († 1625).
  - Agostino Galamini, cardinal italien († 6 septembre 1639).
  - Antonio Maria Galli, cardinal italien († 30 mars 1620).
  - Gortzius Geldorp, peintre d’histoire et portraitiste flamand († entre 1616 et 1619).
  - Hori Hidemasa, samouraï vassal d'Oda Nobunaga et Toyotomi Hideyoshi au cours de l'époque Azuchi Momoyama de l'histoire du Japon († 28 juin 1590).
  - Robert Hues, mathématicien et géographe anglais († 24 mai 1632).
  - Elias Hutter, hébraïste allemand († vers 1605).
  - Leonhard Lechner, compositeur allemand († 9 septembre 1606).
  - Guillaume Le Gangneur, maître écrivain français († 1624).
  - Li Rubai, général chinois de la dynastie Ming († 1619).
  - René de Lucinge, seigneur, diplomate et homme de lettres († 1615).
  - Thomas Muffet, médecin et naturaliste anglais († 5 juin 1604).
  - Bernard de Nogaret, aristocrate et militaire français († 12 février 1592).
  - César de Nostredame, auteur et historien provençal († 1629).
  - Ludovic Nunez, médecin flamand († 1645).
  - Ōkubo Tadachika, daimyō du domaine d'Odawara dans la province de Sagami au début de l'époque d'Edo de l'histoire du Japon († 28 juillet 1628).
  - Juan Pantoja de la Cruz, peintre espagnol († 26 octobre 1608).
  - Michel Patras de Campaigno, capitaine de la garnison de Calais († 1597).
  - Fédor Romanov, boyard russe († 1er octobre 1633).
  - Pierre de Rosteguy de Lancre, magistrat français († 1631).
  - Prudencio de Sandoval, historien et ecclésiastique bénédictin espagnol († 12 mars 1620).
  - Guillaume de Saulx, militaire français († 1633).
  - Philipp Scherbe, médecin et philosophe suisse († 11 juin 1605).
  - Ridolfo Sirigatti, sculpteur et peintre italien († 1608).
  - Luca Valerio, mathématicien italien († 17 janvier 1618).
  - Hieronymus Wierix, graveur flamand († 1619).
  - Mikołaj Zebrzydowski, voïvode polonais († 17 juin 1620).
- 1552 ou 1553 :
  - Francisco Goméz de Sandoval y Rojas, duc de Lerma, favori de Philippe III d'Espagne († 17 mai 1625).
  - Richard Hakluyt, chapelain de la cathédrale de Bristol et archidiacre de l'abbaye de Westminster, géographe, historien, traducteur, éditeur et diplomate  anglais († 23 novembre 1616).
- Vers 1553 :
  - John Croke, juge et homme politique anglais († 20 janvier 1620).
  - Edmund Hooper, compositeur anglais († 14 juillet 1621).
  - David Janszoon Padbrué, compositeur, chanteur et joueur de luth néerlandais († 1635).
  - Cristobal Llorens, peintre espagnol († 1617).
  - Felix van Sambix, maître écrivain flamand († 1642).
  - Jack Ward, pirate anglais († 1622).

## Décès en 1553
- 13 janvier : Georges II de Münsterberg-Œls, duc d'Oels. Il porte aussi le titre de comte de Glatz (° 30 avril 1512).
- 20 janvier : Bernard IV de Bade-Durlach, margrave de Bade-Pforzheim (° 1517).

- 4 février : Caspar Othmayr, théologien et compositeur allemand (° 12 mars 1515).
- 19 février : Erasmus Reinhold, astronome et mathématicien allemand (° 22 octobre 1511).
- ? février : Augustin Hirschvogel, artiste, mathématicien et cartographe allemand (° 1503).

- 23 mars : Nagao Harukage, daimyo, frère ainé d'Uesugi Kenshin (° 1509).

- 9 avril : François Rabelais, écrivain français (° 1483 ou 1494).

- 16 mai : Martial Alba, Pierre Escrivain, Bernard Seguin, Charles Favre et Pierre Navihères, étudiants en théologie brûlés vifs à Lyon pour leur foi protestante.
- 23 mai : Francesco Donato, 79e doge de Venise, de 1545 à 1553 (° 1468).

- 2 juin : Dimitri Ivanovitch, tsarévitch (héritier présomptif du tsarat de Russie) (° 11 octobre 1552).

- 6 juillet : Édouard VI, roi d'Angleterre (° 12 octobre 1537).
- 11 juillet : Maurice de Saxe, duc de Saxe de 1541 à 1547, puis électeur de Saxe jusqu'à sa mort (° 21 mars 1521).
- 16 juillet : Bernardino Maffei, cardinal italien (° 27 janvier 1514).
- 18 juillet : Horace Farnèse, fils de Pierre Louis Farnèse et de Gerolama Orsini, petit-fils du pape Paul III, il est duc de Castro (° 1531).

- 17 août : Charles III de Savoie, duc de Savoie et prince de Piémont (° 1486).

- 18 septembre : Andō Kiyosue, daimyo de l'époque Sengoku (° 1514).

- 6 octobre : Şehzade Mustafa, prince héritier, fils du sultan ottoman Soliman le Magnifique (° 1515).
- 7 octobre : Cristóbal de Morales, compositeur espagnol (v. 1500- v. 1553).
- 16 octobre : Lucas Cranach l'Ancien, peintre et graveur allemand, célèbre pour ses portraits, ses nus féminins et ses sujets théologiques inspirés de la Réforme (° 4 octobre 1472).
- 18 octobre : Gaspar Berze, prêtre jésuite néerlandais (° 1515).
- 19 octobre : Bonifazio Veronese, peintre italien (° 1487).
- 27 octobre : Michel Servet, théologien et médecin espagnol, brûlé vif à Genève pour hérésie (° 29 septembre 1511).
- 28 octobre : Giovanni Salviati, cardinal italien (° 24 mars 1490).
- 30 octobre : Jacques Sturm de Sturmeck, homme politique alsacien (1489-1553), fondateur du gymnase protestant à Strasbourg (° 10 août 1489).

- 21 novembre : Ashina Morikiyo, daimyo de l'époque Sengoku (° 1490).
- 23 novembre : Sebastiano Antonio Pighini, cardinal italien (° 12 avril 1504).
- Novembre : Anne de Laval, baronne héritière de Laz (° 23 septembre 1505)[23].

- Date précise inconnue :
  - Cornelis Anthonisz, cartographe, peintre et graveur néerlandais (° vers 1505).
  - Adriaen Pietersz Crabeth, peintre de vitraux néerlandais (° 1510).
  - Mateo Flecha, compositeur du Royaume d'Aragon (° 1481).
  - Philippe Charles II de Lannoy, chef militaire italien de l'armée espagnole (° 1514).
  - Cristobal de Morales, compositeur espagnol de musique sacrée (° vers 1500).
  - Hugues Salel, poète français (° 1504).

- Vers 1553 :
- Domenico Alfani, peintre italien de l'école ombrienne  (° vers 1480).